# Volker Raus
Volker Raus (* 1946 in Linz) ist ein österreichischer Schriftsteller.

## Werdegang
Volker Raus studierte Erziehungswissenschaften und Geschichte. Ab 1980 arbeitete er als ORF-, Rundfunk- und TV-Journalist. Ab 1990 begann er außerdem, Filme zu drehen, als PR-Berater zu arbeiten und Bücher zu schreiben.

## Werke
Er schrieb mehr als 50 Drehbücher und Texte für TV-Dokumentationen und war Moderator von mehr als 1000 Rundfunksendungen:
- Leihgabe, Kunstkrimi, 2008, ISBN 9783852529134
- Reichweite, Roman, 2010, ISBN 9783900000455
- Der Freigang, Krimi, 2012, ISBN 9783990280539
- Übertötung, Krimi, 2014, ISBN 9783990283387
- Martinigans, Krimi, 2018, ISBN 9783990740248

## Nachweise
1. 1 2  Volker Raus, in: Webpräsenz von Mörderischer Attersee (Memento des Originals vom 4. Mai 2010 im Internet Archive)  Info: Der Archivlink wurde automatisch eingesetzt und noch nicht geprüft. Bitte prüfe Original- und Archivlink gemäß Anleitung und entferne dann diesen Hinweis.
2. ↑  Volker Raus, in: Webpräsenz von Volker Raus (Seite nicht mehr abrufbar, festgestellt im Mai 2019. Suche in Webarchiven)  Info: Der Link wurde automatisch als defekt markiert. Bitte prüfe den Link gemäß Anleitung und entferne dann diesen Hinweis.

| Personendaten    | Personendaten                   |
| ---------------- | ------------------------------- |
| NAME             | Raus, Volker                    |
| KURZBESCHREIBUNG | österreichischer Schriftsteller |
| GEBURTSDATUM     | 1946                            |
| GEBURTSORT       | Linz                            |